# Acanthostracion quadricornis
Acanthostracion quadricornis és una espècie de peix de la família dels ostràcids i de l'ordre dels tetraodontiformes.

## Morfologia
- Els mascles poden assolir 55 cm de longitud total.[2]

## Reproducció
És ovípar.

## Alimentació
Menja invertebrats (com ara tunicats, gorgònies, anemones, crustacis lents, esponges de mar i bernats ermitans) i plantes marines.

## Hàbitat
És un peix marí, de clima subtropical i associat als esculls de corall que viu fins als 80 m de fondària.

## Distribució geogràfica
Es troba a l'Atlàntic tropical i temperat: des de Massachusetts (Estats Units), Bermuda i el nord del Golf de Mèxic fins al sud-est del Brasil. També és present a Sud-àfrica.

## Ús comercial
La seua carn és excel·lent i es comercialitza fresc.

## Observacions
N'hi ha informes d'enverinament per ciguatera.